# اولنتی (آئولیکول)
اولنتی (به قزاقی: Olenti) یک رود در قزاقستان است که در بلندی‌های قزاق واقع شده‌است.